# Ancares
Ancares este o arie protejată (arie de protecție specială avifaunistică — SPA) din Spania întinsă pe o suprafață de 12.656,01 ha, integral pe uscat.

## Localizare
Centrul sitului Ancares este situat la coordonatele 42°49′31″N 6°53′29″W / 42.8254°N 6.8913°V.

## Înființare
Situl Ancares a fost declarat arie de protecție specială avifaunistică în aprilie 2004 pentru a proteja 6 specii de plante și 43 de specii de animale.

## Biodiversitate
Situată în ecoregiunea atlantică, aria protejată conține 25 de habitate naturale: Pajiști alpine și boreale, Turbării active, Pajiști uscate europene, Păduri de fag acidofile atlantice, cu subarboret de Ilex și, uneori, de asemenea, Taxus, la nivelul arbuștilor (Quercion robori-petraeae sau Ilici-Fagenion), Roci stâncoase cu vegetație pionieră de Sedo-Scleranthion sau Sedo albi-Veronicion dillenii, Pajiști cu Molinia pe soluri calcaroase, turboase sau argilos-nămoloase (Molinion caeruleae), Pseudostepă cu ierburi și specii anuale de Thero-Brachypodietea, Formațiuni ierboase bogate în specii de Nardus, dezvoltate pe substraturi silicioase în zone montane (și în zone submontane, în Europa continentală), Păduri de Ilex aquifolium, Păduri mediteraneene de Taxus baccata, Pajiști oro-iberice cu Festuca indigesta, Păduri de stejar galițio-portugheze cu Quercus robur și Quercus pyrenaica, Liziere de ierburi înalte hidrofile de câmpie și de nivel montan până la alpin, Mlaștini turboase de tranziție și turbării mișcătoare, Cursuri de apă de la nivel de câmpie la nivel montan, cu vegetație Ranunculion fluitantis și Callitricho-Batrachion, Peșteri inaccesibile publicului, Păduri aluvionare cu Alnus glutinosa și Fraxinus excelsior (Alno-Padion, Alnion incanae, Salicion albae), Fânețe de joasă altitudine (Alopecurus pratensis, Sanguisorba officinalis), Păduri pe pante, grohotișuri și ravene de Tilio-Acerion, Păduri de Castanea sativa, Depresiuni pe substraturi de turbă de Rhynchosporion, Grohotișuri termofile și vest-mediteraneene, Lacuri și iazuri distrofice naturale, Pante stâncoase silicioase cu vegetație casmofită, Pajiști umede atlantice temperate cu Erica ciliaris și Erica tetralix.
La baza desemnării sitului se află mai multe specii protejate:
- plante (6): Festuca elegans, Festuca summilusitana, Narcissus asturiensis, Narcissus cyclamineus, Narcissus pseudonarcissus subsp. nobilis, Sphagnum pylaesii
- păsări (27): uliu porumbar (Accipiter gentilis), fâsă de pădure (Anthus spinoletta), acvilă de munte (Aquila chrysaetos), buha (Bubo bubo), caprimulg (Caprimulgus europaeus), mierla de apă (Cinclus cinclus), șerpar (Circaetus gallicus), erete vânăt (Circus cyaneus), erete cenușiu (Circus pygargus), ciocănitoarea de stejar (Dendrocopos medius), ciocănitoare neagră (Dryocopus martius), presură de grădină (Emberiza hortulana), șoim călător (Falco peregrinus), șoimul rândunelelor (Falco subbuteo), acvilă pitică (Hieraaetus pennatus), sfrâncioc roșiatic (Lanius collurio), ciocârlie de pădure (Lullula arborea), mierlă de piatră (Monticola saxatilis), pietrar sur (Oenanthe oenanthe), Perdix perdix hispaniensis, viespar (Pernis apivorus), Pyrrhocorax pyrrhocorax, mărăcinar (Saxicola rubetra), sitar de pădure (Scolopax rusticola), silvie de tufiș (Sylvia undata),  cocoș de munte (Tetrao urogallus), fluturașul de stâncă (Tichodroma muraria)
- amfibieni (2): Chioglossa lusitanica, Discoglossus galganoi
- mamifere (7): Galemys pyrenaicus, vidră de râu (Lutra lutra), liliac cu aripi lungi (Miniopterus schreibersii), liliac comun (Myotis myotis), liliacul mare cu potcoavă (Rhinolophus ferrumequinum), liliacul mic cu potcoavă (Rhinolophus hipposideros), urs brun (Ursus arctos)
- nevertebrate (5): croitorul mare al stejarului (Cerambyx cerdo), Elona quimperiana, fluturele auriu (Euphydryas aurinia), Geomalacus maculosus, rădașcă (Lucanus cervus)
- reptile (2): Iberolacerta monticola, Lacerta schreiberi

Pe lângă speciile protejate, pe teritoriul sitului au mai fost identificate 8 specii de păsări, 2 specii de amfibieni, 4 specii de mamifere, 2 specii de reptile.